# Attiswil
Attiswil ist eine politische Gemeinde im Verwaltungskreis Oberaargau des Kantons Bern in der Schweiz. Sie besteht aus einem einzigen Dorf, das am Jurasüdfuss liegt.

## Geschichte

Historisches Luftbild von Walter Mittelholzer von 1925

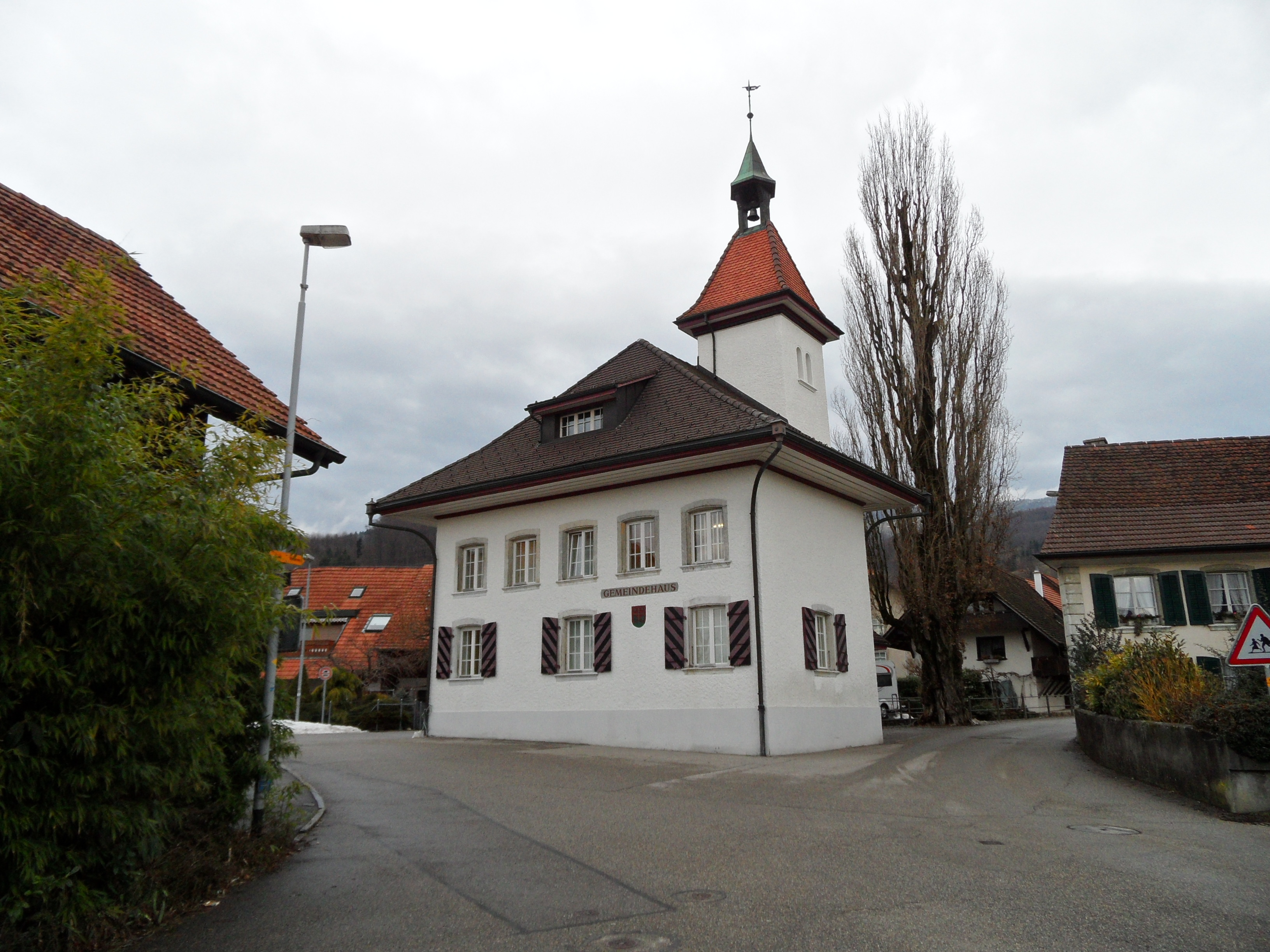
Gemeindehaus Attiswil

Im Mittelalter gehörte Attiswil zur Herrschaft Bipp, die 1413 an Bern und Solothurn fiel. Ab 1463 lagen die Herrschaftsrechte nur noch bei Bern, und Attiswil wurde dem Gericht Wiedlisbach der Landvogtei Bipp zugeordnet. Mit der Besetzung des Stadtstaates Bern durch die Franzosen 1798 und der Einführung der Helvetik kam Attiswil zum Bezirk Wangen. Mit dem Bau der Kirche 1948 bekam Attiswil ein eigenes reformiertes Pfarramt innerhalb der Kirchgemeinde Oberbipp.
Der Menhir Freistein bei Attiswil ist ein seltenes Exemplar, das in früh- und rechtsgeschichtlicher Hinsicht in der Schweiz seinesgleichen sucht.

## Verkehr
Am 9. Januar 1918 wurde die Eisenbahnlinie der Solothurn-Niederbipp-Bahn mit einem Bahnhof in Attiswil in Betrieb genommen. Attiswil liegt auch an den Hauptstrassen 5, 12 und 22, die hier einen gemeinsamen Streckenverlauf aufweisen. Der Durchgangsverkehr umgeht den Ort südlich der Bahnstrecke.

## Persönlichkeiten
Attiswil ist der Heimatort des ehemaligen Bundesrats und Vorstehers des Eidgenössischen Departements für Verteidigung, Bevölkerungsschutz und Sport, Samuel Schmid.